# 高雄市左營運動中心
高雄市左營運動中心（Kaohsiung Zuoying Sports Center），是高雄市第四座國民運動中心。運動中心位於高雄市左營區高雄國家體育場，委外由基督教青年會財團法人高雄市基督教青年會營運，於2022年6月27日試營運，2022年7月4日正式營運。

## 設施介紹
- 1F：游泳池、服務中心、健身房、智能環狀教室、多功能教室
- 2F：有氧教室、體適能教室、懸吊教室、軟墊教室

## 週邊設施
- 高雄國家體育場
- 國軍高雄總醫院左營分院
- 國家運動訓練中心

## 交通

### 高雄捷運
- 紅線世運站

### 公共自行車
- 高雄市公共自行車租賃系統：
  - 世運主場館：軍校路/世運大道口東南側
  - 世運大道：世運大道3號（東北側人行道）

## 外部連結
- 財團法人高雄市基督教青年會 （页面存档备份，存于）
- 高雄市左營運動中心的Facebook專頁